# バックショット・ルフォンク
バックショット・ルフォンク（Buckshot LeFonque）は、ブランフォード・マルサリスが率いる音楽グループ・プロジェクトである。
グループ名の元となった「Buckshot La Funke」という名前は、ジャズ・サックス奏者のキャノンボール・アダレイがアルバム『ヒア・カムズ・ルイ・スミス』（1958年）に参加する際に契約上の理由から使用した変名であった。スティング、マイルス・デイヴィス、その他のアーティストと共演した後、マルサリスはこのバンドを結成し、クラシック・ジャズとロック、ポップス、R&B、ヒップホップの影響を融合させて新しいサウンドを生み出した。 

## 略歴
2枚のアルバムがリリースされている。『バックショット・ルフォンク』（1994年、主にDJプレミアがプロデュースした曲をフィーチャー）と、続く『ミュージック・エヴォリューション』（1997年、主にフランク・マッコムをボーカルにフィーチャー）である。他の頻繁な協力者は、ブランフォード・マルサリスの兄弟であるデルフィーヨ・マルサリスとラッパーのアップタウンであった。
含まれるライブ・バンド・メンバー：
- ブランフォード・マルサリス (Branford Marsalis) - MC、テナーサックス、アルトサックス、ソプラノサックス
- フランク・マッコム (Frank McComb) - キーボード、ボーカル
- 50スタイルズ：ジ・アンノウン・ソルジャー (50 Styles:The Unknown Soldier)、リッキー・ダコスタ (Ricky Dacosta) - ラッパー
- ジョーイ・カルデラッツォ (Joey Calderazzo) - キーボード/最初のツアー
- カーミス・キャンベル (Kermith Campbell) - キーボード/マッコムが参加するまで
- ラッセル・ガン (Russell Gunn) - トランペット
- ジョン・タッチー (John Touchy) - トロンボーン/最初のツアー
- カール・バーネット (Carl Burnett) - アコースティックギター、エレクトリックギター
- レジー・ワシントン (Reggie Washington) - アップライトベース、エレクトリックベース/最初のツアーの前半
- レジナルド・ヴィール (Reginald Veal) - アップライトベース、エレクトリックベース/最初のツアーの後半
- エリック・リーヴァイス (Eric Revis) - アップライトベース、エレクトリックベース/ 2回目のツアー
- DJアポロ (DJ Apollo) - ターンテーブル「Wheels O Steel」
- DJプレミア (DJ Premier) - ターンテーブル、ビート、ドラムプログラミング、プロダクション
- ロッキー・ブライアント (Rocky Bryant) - ドラム、パーカッション、ビートのサンプル・トリガー
- ミノ・シネル (Mino Cinelu) - パーカッション/最初のツアー
- ブラック・ハート・ザ・グループ (Black Heart the group) - ラッパー/最初のツアー
- バケットヘッド (Buckethead) - ギター（スタジオ）

## ディスコグラフィ

### アルバム
- 『バックショット・ルフォンク』 - Buckshot LeFonque (1994年、Columbia)
- 『ミュージック・エヴォリューション』 - Music Evolution (1997年、Columbia)

### シングル
- "Breakfast @ Denny's" (1994年)
- "Some Cow Fonque" (1994年)
- "No Pain, No Gain" (1995年)
- "Another Day" (1997年)
- "Music Evolution" (1997年)

### サウンドトラック収録曲
- "Reality Check" ※映画『クロッカーズ』 - Clockers サウンドトラック収録 (1995年)
- "Some Cow Fonque (More Tea, Vicar?)" ※映画『メン・イン・ブラック』- Men in Black サウンドトラック収録 (1997年)
- "Breakfast @ Denny's (New Version)" ※Once in the Life サウンドトラック収録 (2000年)